# Miguel Leão
Miguel Leão é um município brasileiro do estado do Piauí. Localiza-se a 88 quilômetros da Capital Teresina, a uma latitude 05º40'50" sul e a uma longitude 42º44'19" oeste, estando a uma altitude de 185 metros. Sua população estimada em 2022 era de 1 318 habitantes, sendo portanto, o município menos populoso do Piauí e do nordeste. Possui uma área de 74,51 km².

## História
Miguel Leão recebeu status de município e distrito pela lei estadual nº 2351 de 5 de dezembro de 1962, com território desmembrado de Guadalupe.
A criação do município está diretamente ligado a figura do comerciante Miguel de Arêa Leão nos anos de 1930 que instalou ali uma fazenda de gado e uma pequena indústria para fabricação de aguardente e rapadura, além de beneficiamento de madeira e algodão. A atividade de Miguel Área Leão empregava cerca de 150 pessoas. A maioria das famílias foi atraída pelo emprego e lá fixaram residência, iniciando assim um pequeno povoado que foi se desenvolvendo.
Quando morreu, seu filho, Altamiro de Arêa Leão doou 150 hectares de terras na localidade Estrela, para a instalação da sede do município. Em 1963, o povoado passou a município com o nome em homenagem ao homem mais rico da região.

## Formação administrativa
Elevado à categoria de município e distrito com a denominação de Miguel Leão, pela lei estadual nº 2351, de 5 de dezembro de 1962, desmembrado de Guadalupe. Sede no atual distrito de Miguel Leão ex-povoado. Constituído do distrito sede. Instalado em 30 de dezembro de 1963 .
Em divisão territorial datada de 31-VII-1963, o município é constituído do distrito sede.
Assim permanecendo em divisão territorial datada de 2005.

## Galeria

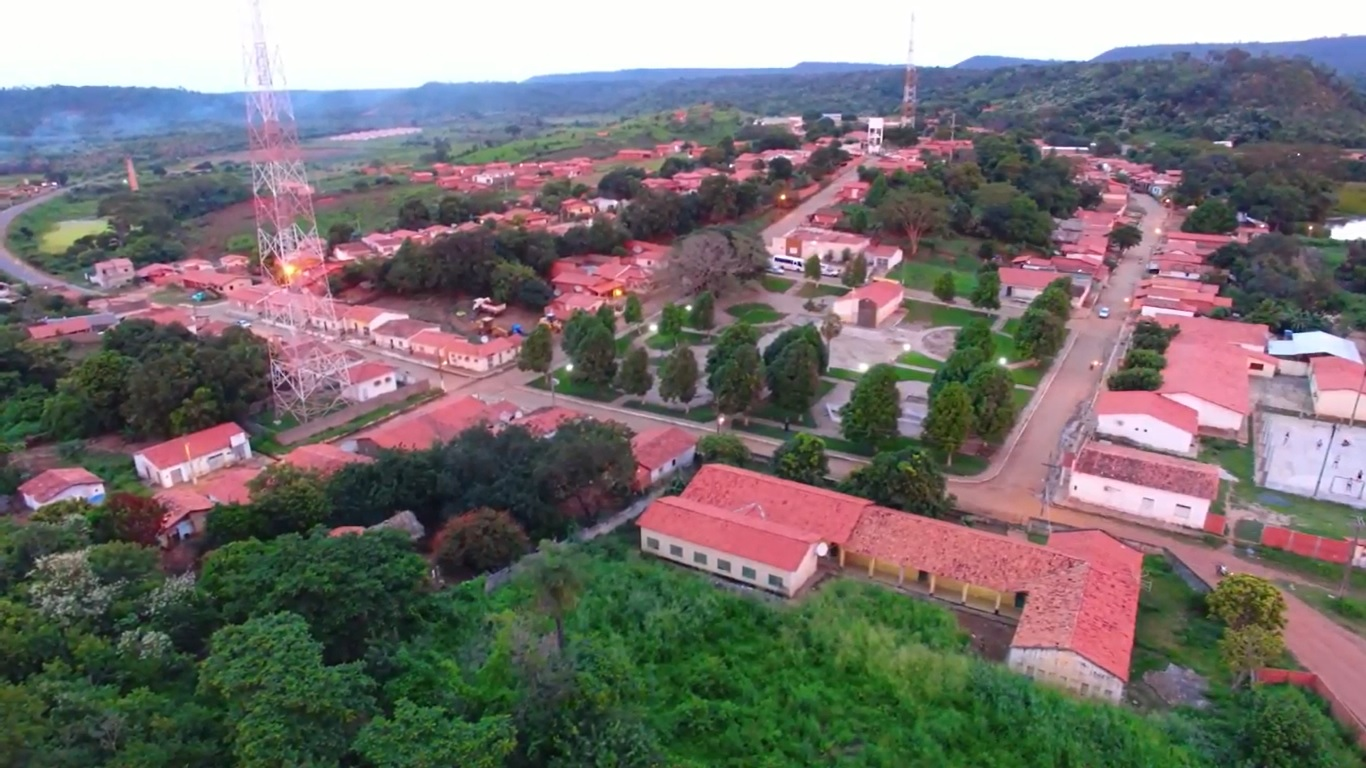
Vista aérea de Miguel Leão.